# Vauxhall Victor
 (février 2025).
La mise en forme du texte ne suit pas les recommandations de Wikipédia : il faut le « wikifier ».
Les points d'amélioration suivants sont les cas les plus fréquents. Le détail des points à revoir est peut-être précisé sur la page de discussion.
- Les titres sont pré-formatés par le logiciel. Ils ne sont ni en capitales, ni en gras.
- Le texte ne doit pas être écrit en capitales (les noms de famille non plus), ni en gras, ni en italique, ni en « petit »…
- Le gras n'est utilisé que pour surligner le titre de l'article dans l'introduction, une seule fois.
- L'italique est rarement utilisé : mots en langue étrangère, titres d'œuvres, noms de bateaux, etc.
- Les citations ne sont pas en italique mais en corps de texte normal. Elles sont entourées par des guillemets français : « et ».
- Les listes à puces sont à éviter, des paragraphes rédigés étant largement préférés. Les tableaux sont à réserver à la présentation de données structurées (résultats, etc.).
- Les appels de note de bas de page (petits chiffres en exposant, introduits par l'outil «  Source ») sont à placer entre la fin de phrase et le point final[comme ça].
- Les liens internes (vers d'autres articles de Wikipédia) sont à choisir avec parcimonie. Créez des liens vers des articles approfondissant le sujet. Les termes génériques sans rapport avec le sujet sont à éviter, ainsi que les répétitions de liens vers un même terme.
- Les liens externes sont à placer uniquement dans une section « Liens externes », à la fin de l'article. Ces liens sont à choisir avec parcimonie suivant les règles définies. Si un lien sert de source à l'article, son insertion dans le texte est à faire par les notes de bas de page.
- La présentation des références doit suivre les conventions bibliographiques. Il est recommandé d'utiliser les modèles {{Ouvrage}}, {{Chapitre}}, {{Article}}, {{Lien web}} et/ou {{Bibliographie}}. Le mode d'édition visuel peut mettre en forme automatiquement les références.
- Insérer une infobox (cadre d'informations à droite) n'est pas obligatoire pour parachever la mise en page.

Pour une aide détaillée, merci de consulter Aide:Wikification.
Si vous pensez que ces points ont été résolus, vous pouvez retirer ce bandeau et améliorer la mise en forme d'un autre article.
La Vauxhall Victor, automobile de tourisme familiale de grande dimension fabriquée par le constructeur britannique Vauxhall, fut mise en production en 1957 pour remplacer la vétuste Wyvern. Soumise à une évolution constante, elle fut renommée Vauxhall VX Series en 1976. Son cycle de vie prit fin en 1978, période à laquelle elle s'était sensiblement accrue en dimensions, se classant, sur son marché d'origine, parmi les automobiles familiales de fort tonnage.
Le dernier modèle de la lignée Victor, à savoir le Victor FE, connut une seconde vie sur le sol indien. En effet, la firme Hindustan Motors se vit concéder la licence de fabrication de ce véhicule, qu'elle commercialisa sous l'appellation Hindustan Contessa. Ce modèle, produit durant les années 1980 et jusqu'au début du XXIe siècle, fut équipé d'un propulseur Isuzu, témoignant ainsi d'une certaine hybridation technologique.
La Victor céda sa place en 1978 à la Vauxhall Carlton, modèle s'apparentant étroitement à l'Opel Rekord E.
La Victor connut un succès d'exportation fulgurant, devenant brièvement le modèle britannique le plus vendu à l'étranger. Elle fut commercialisée sur des marchés aussi divers que les États-Unis, où elle était distribuée par le réseau Pontiac, Vauxhall étant alors filiale de General Motors depuis 1925, le Canada, l'Australie, la Nouvelle-Zélande, l'Afrique du Sud, et même en Asie, notamment dans les territoires coloniaux britanniques à conduite à droite tels que Ceylan (l'actuel Sri Lanka), l'Inde, le Pakistan, la Malaisie, la Thaïlande et Singapour.
Au Canada, ce véhicule fut distribué sous l’appellation de Vauxhall Victor dans les réseaux des concessionnaires Pontiac et Buick, ainsi que sous celle d’Envoy au sein des enseignes Chevrolet et Oldsmobile. La Victor s’illustra également par un apport notable à l’histoire de la marque Vauxhall, en ce qu’elle permit l’introduction de son tout premier break intégralement conçu en interne, lequel venait judicieusement compléter l’offre existante, représentée jusqu’alors exclusivement par la berline à quatre portières.

## F Series Victor

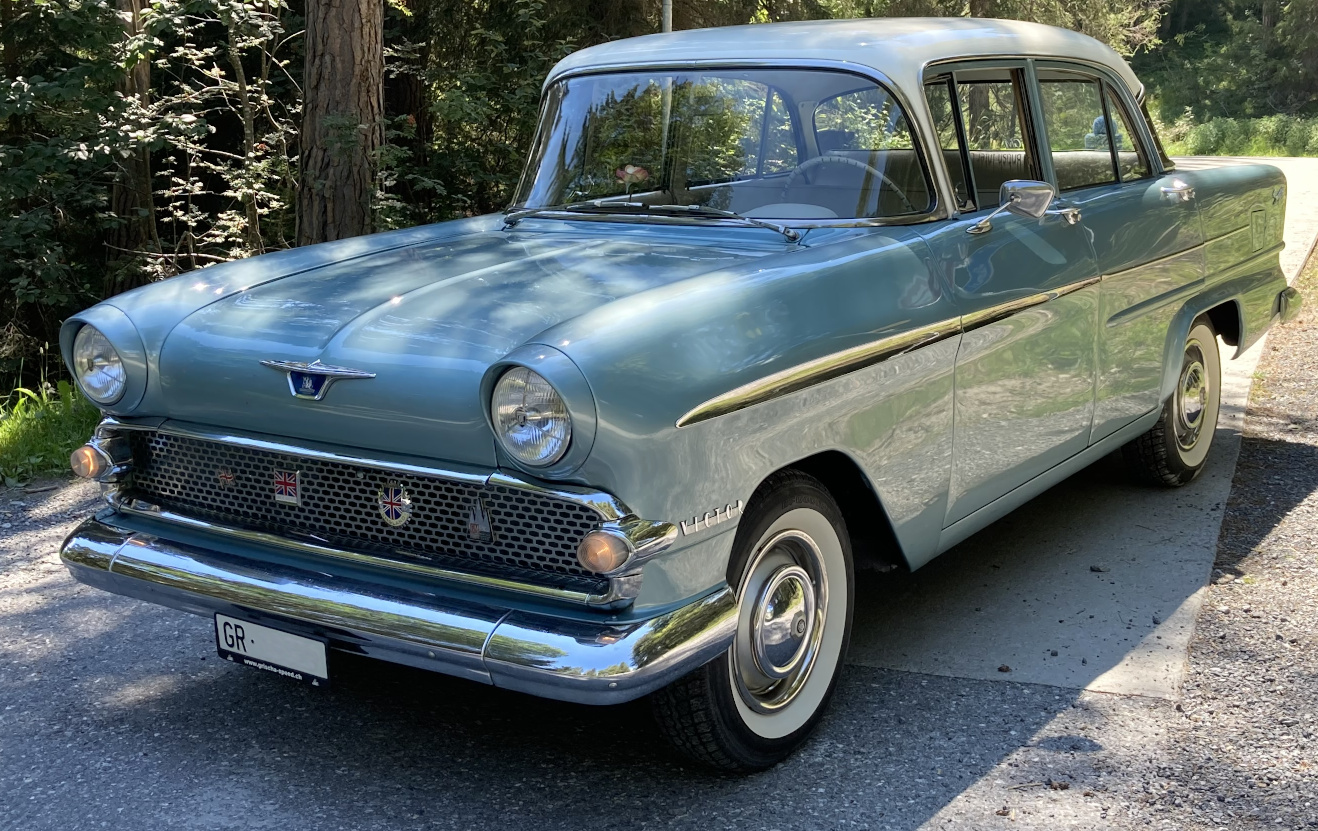
Une Victor Super 1960 de fabrication suisse, avec le badge « Montage Suisse » à l'extrême droite de la calandre.

Si le propulseur de cette nouvelle Wyvern affichait des dimensions voisines de celui de sa devancière, il en différait sur des points cruciaux. Alimenté par un unique carburateur Zenith, il développait une puissance de 55 ch (41 kW) à 4200 tours par minute et se distingua par sa robustesse et sa longévité. C'est également en cette année que Vauxhall imposa l'emploi d'un carburant de qualité supérieure, permettant d'élever le taux de compression du moteur de la Wyvern de 6,8 à 1 à 7,8 à 1. Ce carburant, devenu disponible au Royaume-Uni à la fin de 1953, après la levée des quotas d'essence, offrait alors un indice d'octane moyen de 93, qui atteignit 95 quatre ans plus tard.

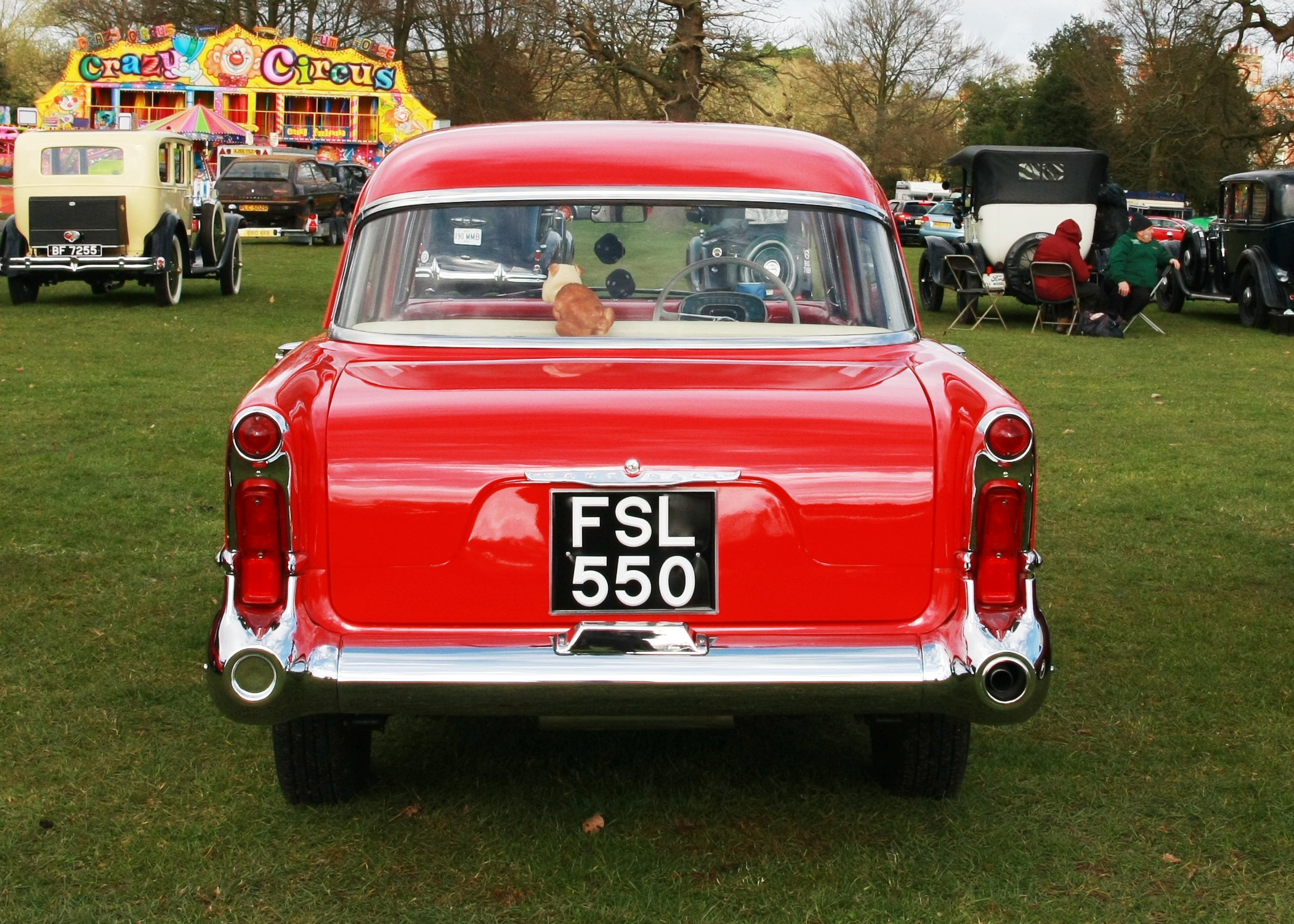
Traitement de vue arrière du Vauxhall Victor F (1958). Sur les premières voitures, les gaz d'échappement sortaient par un trou sur le côté droit du pare-chocs.

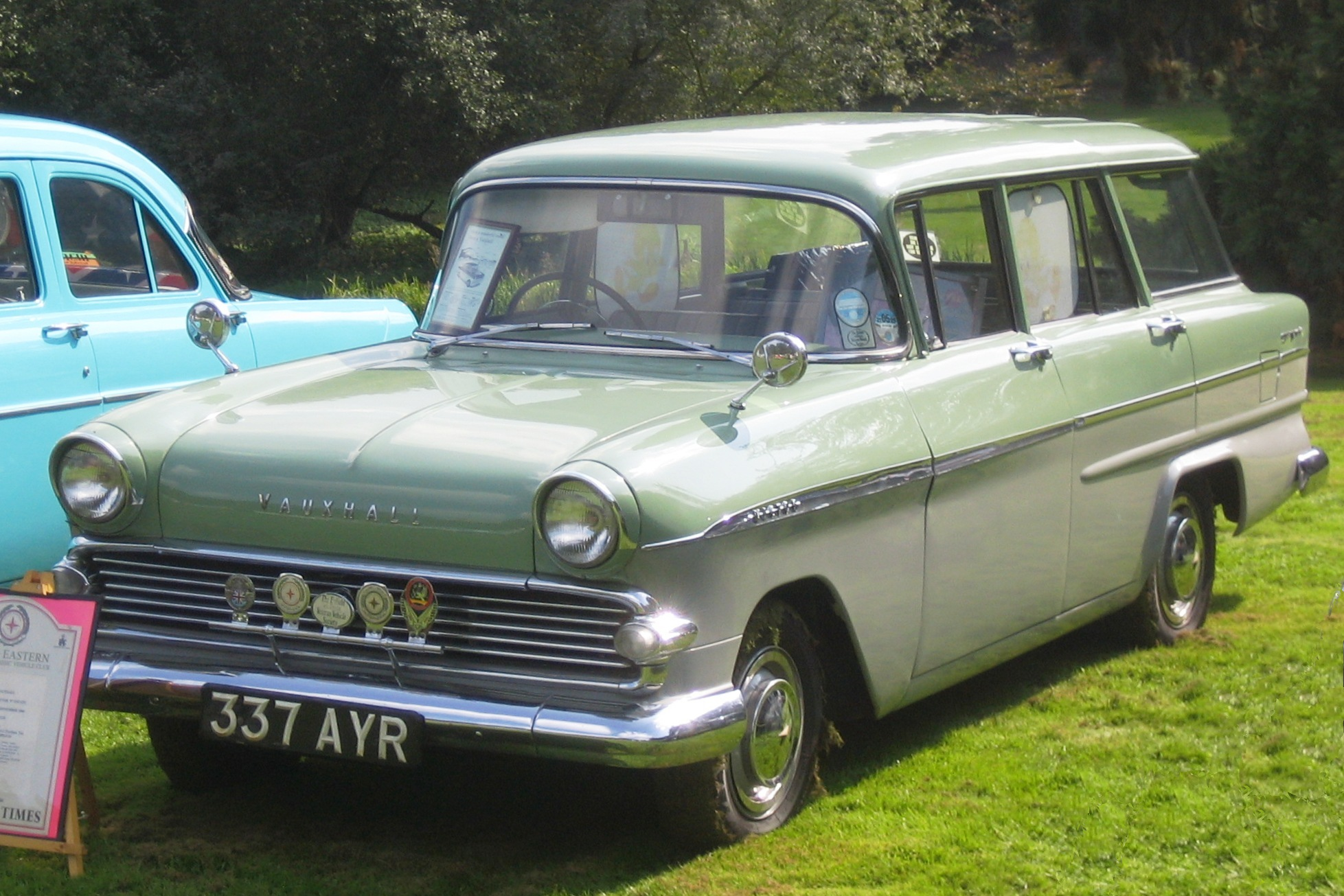
Modèle 1961 de la Vauxhall Victor F Estate, avec la calandre simplifiée nouvelle cette année-là et montrant également les portes arrière moins sculptées et les pare-chocs redessinés introduits avec le modèle 1959 de la Série 2

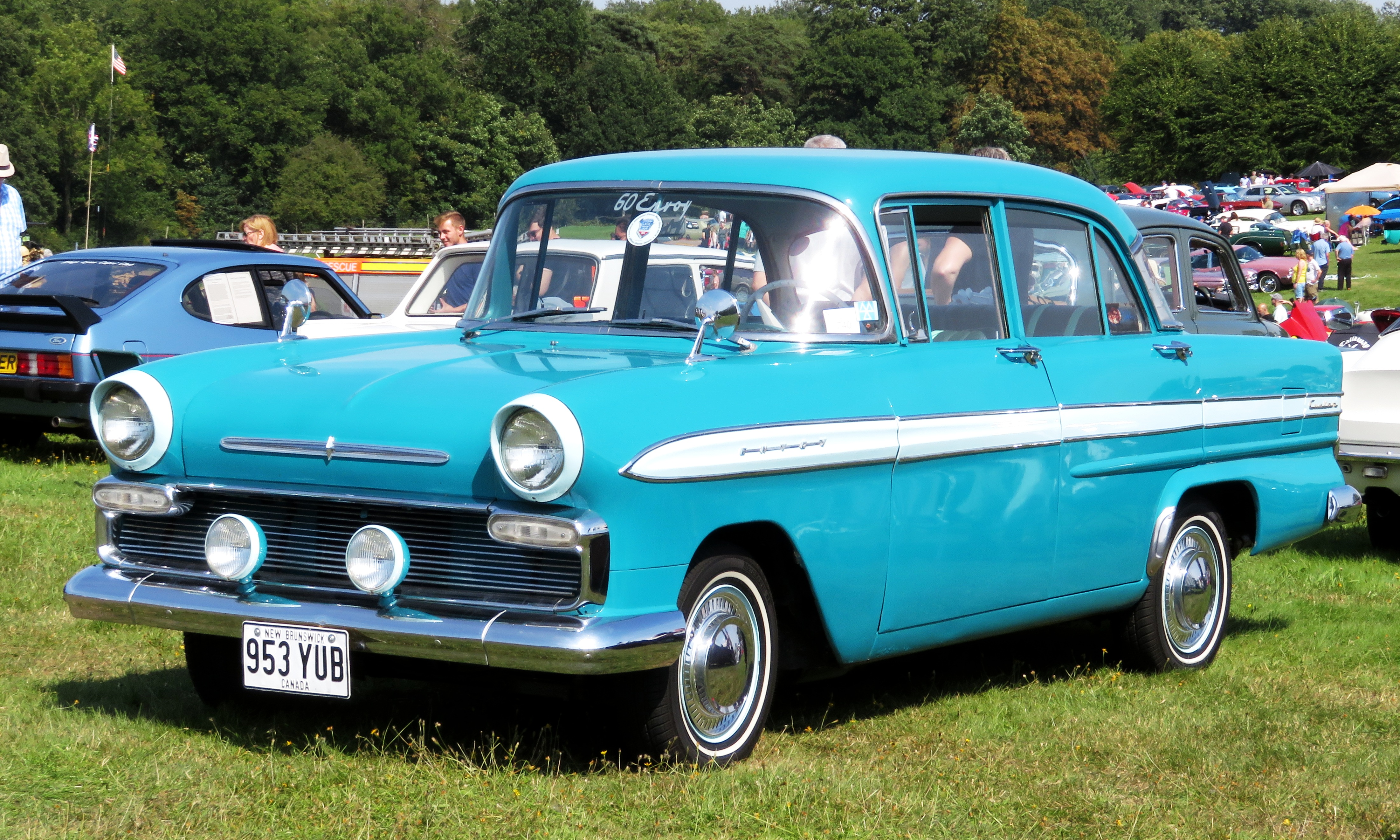
À la demande des concessionnaires canadiens Chevrolet-Oldsmobile, des variantes « Envoy » restylées ont été développées et vendues en concurrence avec la Vauxhall Victor vendue par les concessionnaires Pontiac-Buick

Une version dite « Super », soumise aux épreuves du magazine The Motor en 1957, atteignit une vitesse maximale de 119,7 km/h et accéléra de 0 à 97 km/h en 28,1 secondes. Sa consommation moyenne fut évaluée à 9,1 L/100. L'exemplaire testé fut acquis, taxes comprises, pour la somme de 758 livres sterling.

## FB Series Victor et VX4/90

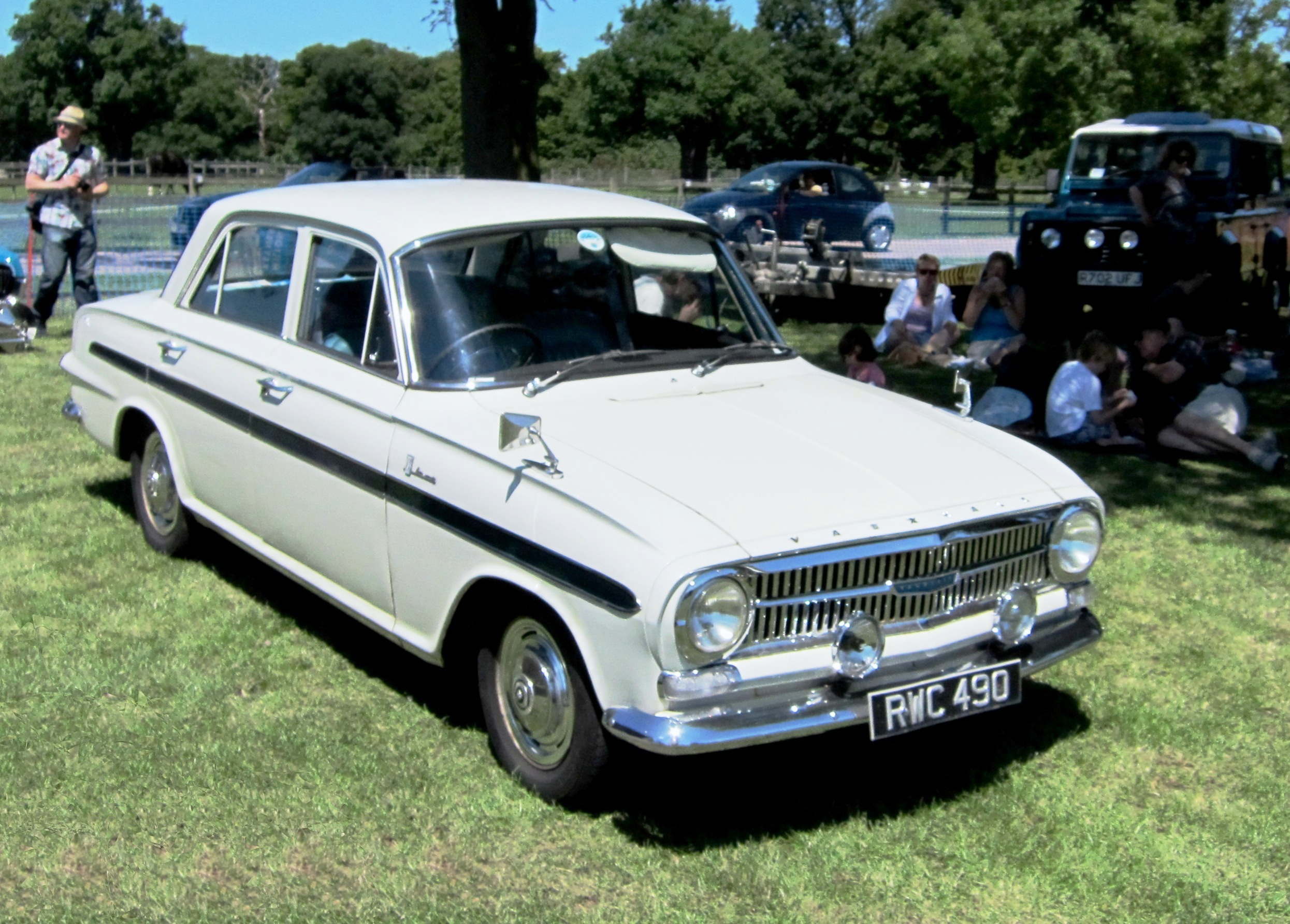
Le FB a été le premier Victor à engendrer un dérivé sportif du VX4/90.

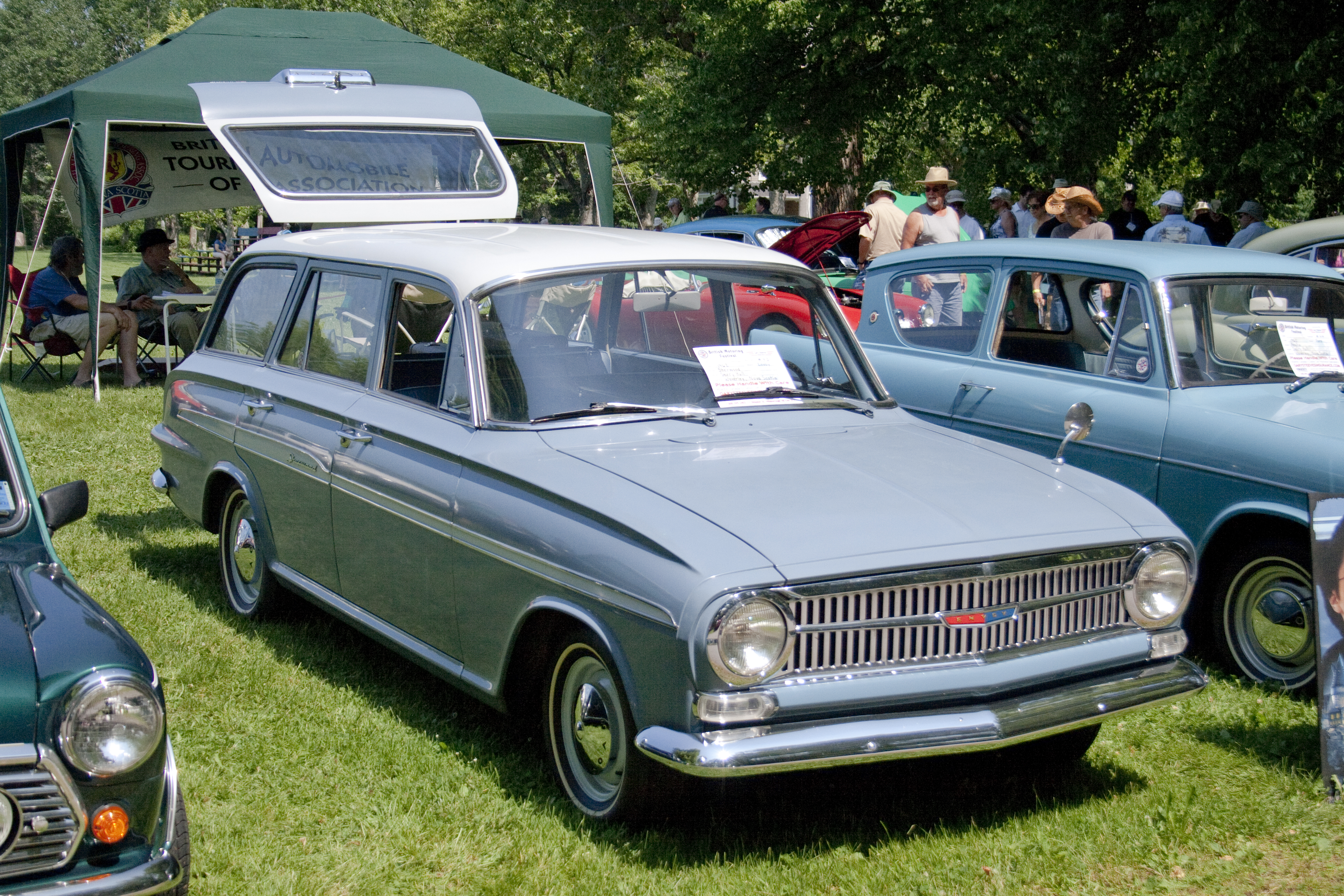
Le Victor FB Estate a été commercialisé au Canada sous le nom d'Envoy Sherwood Station Wagon

Une version « Super » de 1 508 cm3 a été testée par le magazine britannique The Motor en 1961 et s'est avérée avoir une vitesse de pointe de 122,6 km/h et pourrait accélérer de 0 à 97 km/h en 22,6 secondes. Une consommation de carburant de 8,8L/100 km a été enregistré. La voiture d'essai a coûté 798 £, taxes comprises de 251 £.

## Série FC Victor et VX4/90
À la fin de sa carrière commerciale, en mai 1967, la Vauxhall Victor 101 de luxe fut soumise à un essai routier approfondi par le magazine britannique Autocar. Le modèle testé était équipé d'une boîte de vitesses manuelle à quatre rapports, commandée au plancher, et d'un moteur à quatre cylindres développant une puissance fiscale de 66 chevaux. Les résultats de cet essai révélèrent que la Victor 101 atteignait une vitesse de pointe de 130 km/h, se plaçant ainsi au même niveau que ses concurrentes directes, l'Austin A60 Cambridge et la Ford Cortina 1600 de luxe, toutes deux récemment évaluées. Pour atteindre les 100 km/h, la Vauxhall nécessitait 20,4 secondes, un chrono légèrement supérieur à celui de l'Austin mais inférieur à celui de la plus légère Cortina. En termes de consommation de carburant, la Victor 101 se situait en bas de sa catégorie, avec une moyenne de 10,9 litres aux cent kilomètres. Quant à son prix, il s'élevait à 822 livres sterling, un tarif supérieur à celui de l'Austin (804 livres sterling) et de la Ford (761 livres sterling). Il est à noter qu'un modèle moins onéreux, affiché à 806 livres, était disponible avec une boîte de vitesses à trois rapports et des freins à tambour sur les quatre roues. Dans l'ensemble, le jugement porté par Autocar sur la Victor 101 fut plutôt favorable, louant notamment le confort de conduite, la légèreté de la commande et l'efficacité du système de freinage. Toutefois, les essayeurs soulignèrent une certaine tendance au roulis en virage ainsi qu'une consommation de carburant relativement élevée, accentuée par un rapport de transmission final jugé trop court.

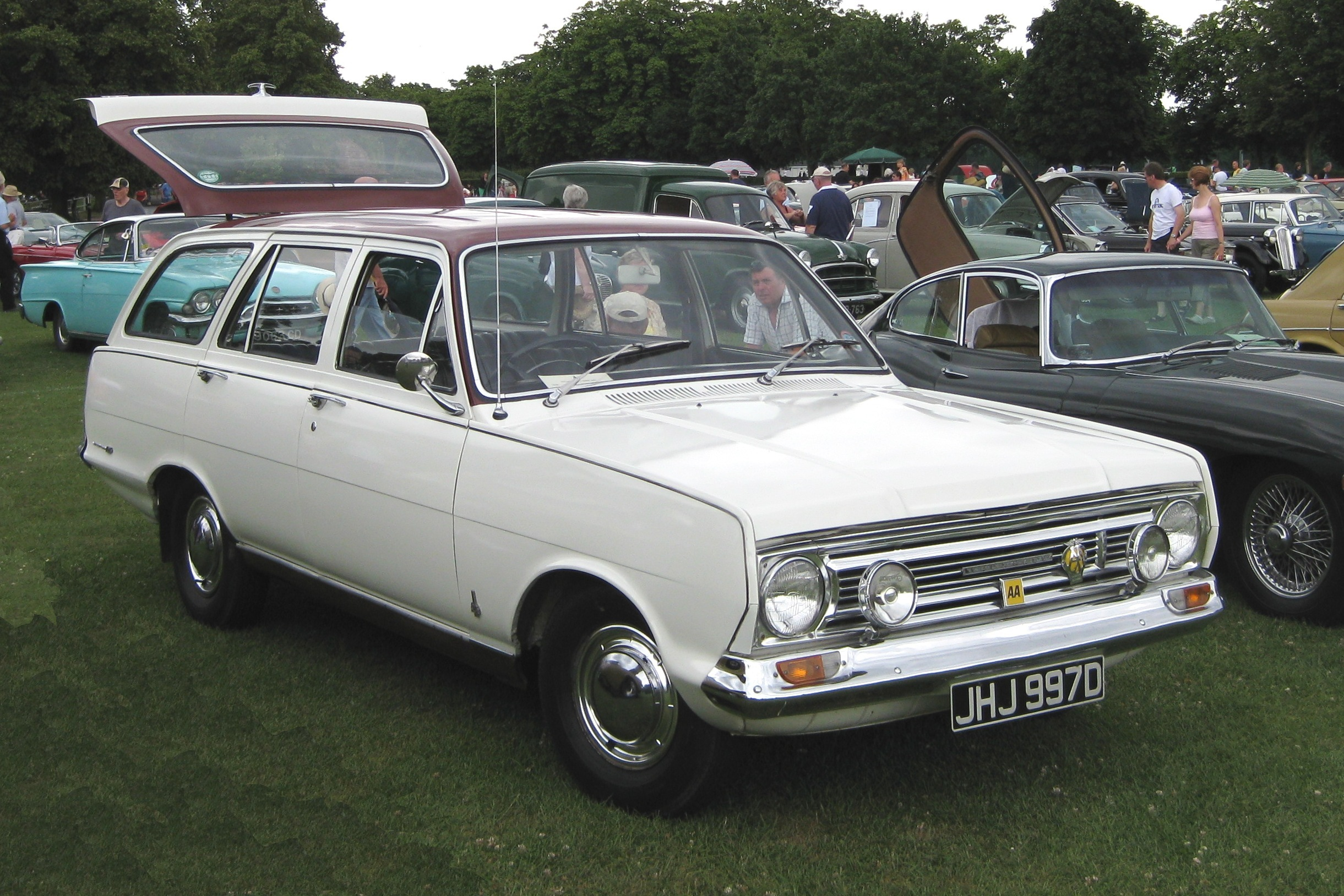
Vauxhall Victor FC Estate
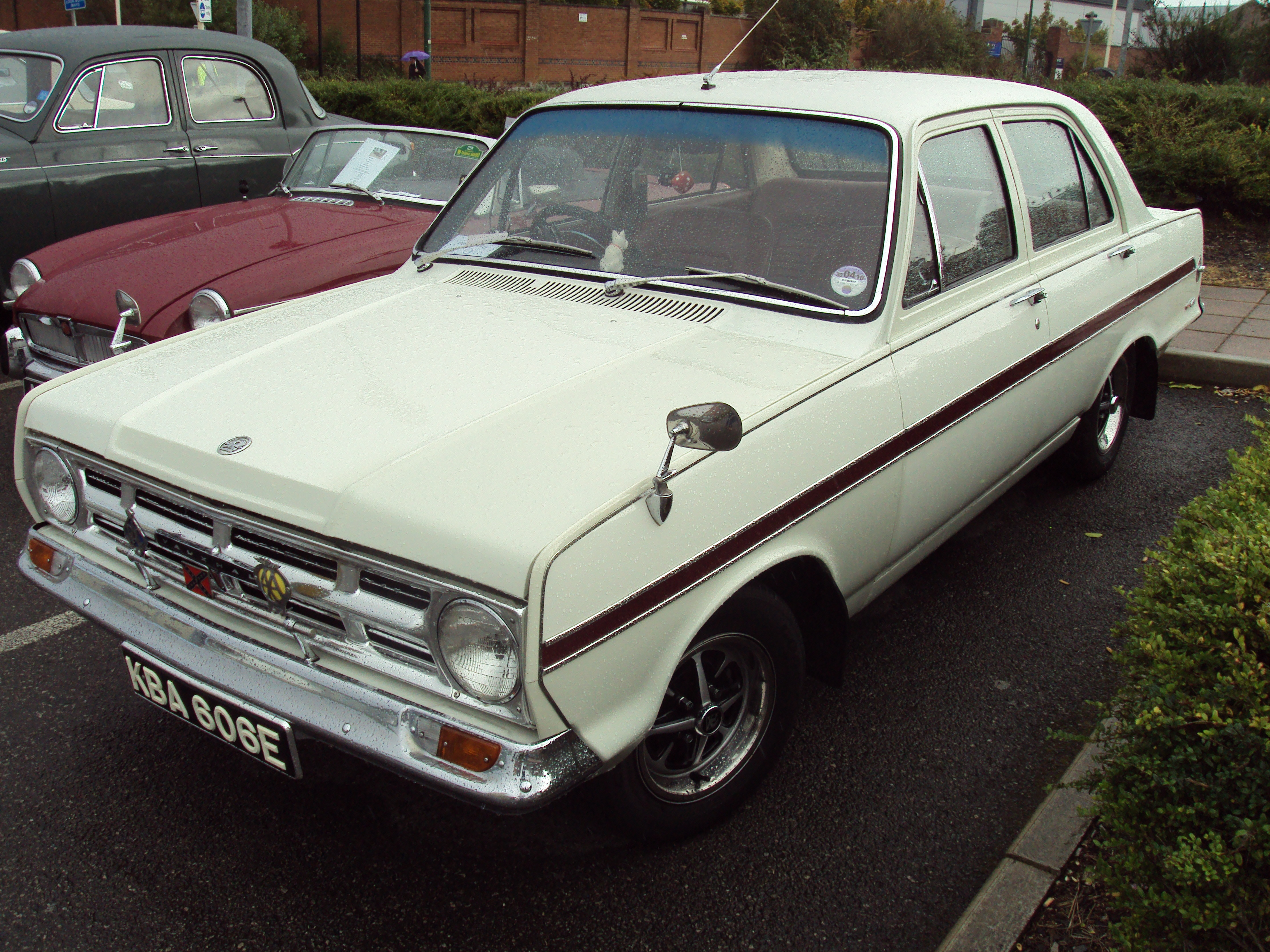
Opel VX4/90 FC

## Série FD Victor, VX4/90 et Ventora
La FD fut lancée à une époque où le Royaume-Uni traversait une crise monétaire, accompagnée de relations de travail de plus en plus tendues, entraînant une inflation galopante et une détérioration de la qualité des biens. La FD Victor s'inspira du style automobile contemporain dit « bouteille de coca », qui avait émergé à Détroit, aux États-Unis, cinq ans avant la Ford Cortina MK III. Ce modèle était équipé des tout nouveaux moteurs à arbre à cames en tête, d’une cylindrée de 1599 cm³ et 1975 cm³, qui furent les premiers moteurs à chaîne de distribution produits en série au Royaume-Uni. Le moteur Slant Four était en avance sur son époque et sur les applications auxquelles il était destiné. Cette automobile fut également dotée d'un pare-brise intégré, une innovation notoire pour un véhicule de production en série. La conception de sa suspension s’avérait plus sophistiquée que celle des autres modèles britanniques contemporains, avec un essieu moteur maintenu par des bras oscillants et une barre Panhard, le tout suspendu à des ressorts hélicoïdaux, remplaçant ainsi les ressorts à lames traditionnels, et un système de suspension avant à double triangulation. La FD Victor fut présentée pour la première fois lors du Salon de l'automobile de Londres d'octobre 1967. Elle y fut désignée comme « Voiture du salon » et reçut également le prix Don Safety Award, couronnant ses qualités en matière de sécurité.

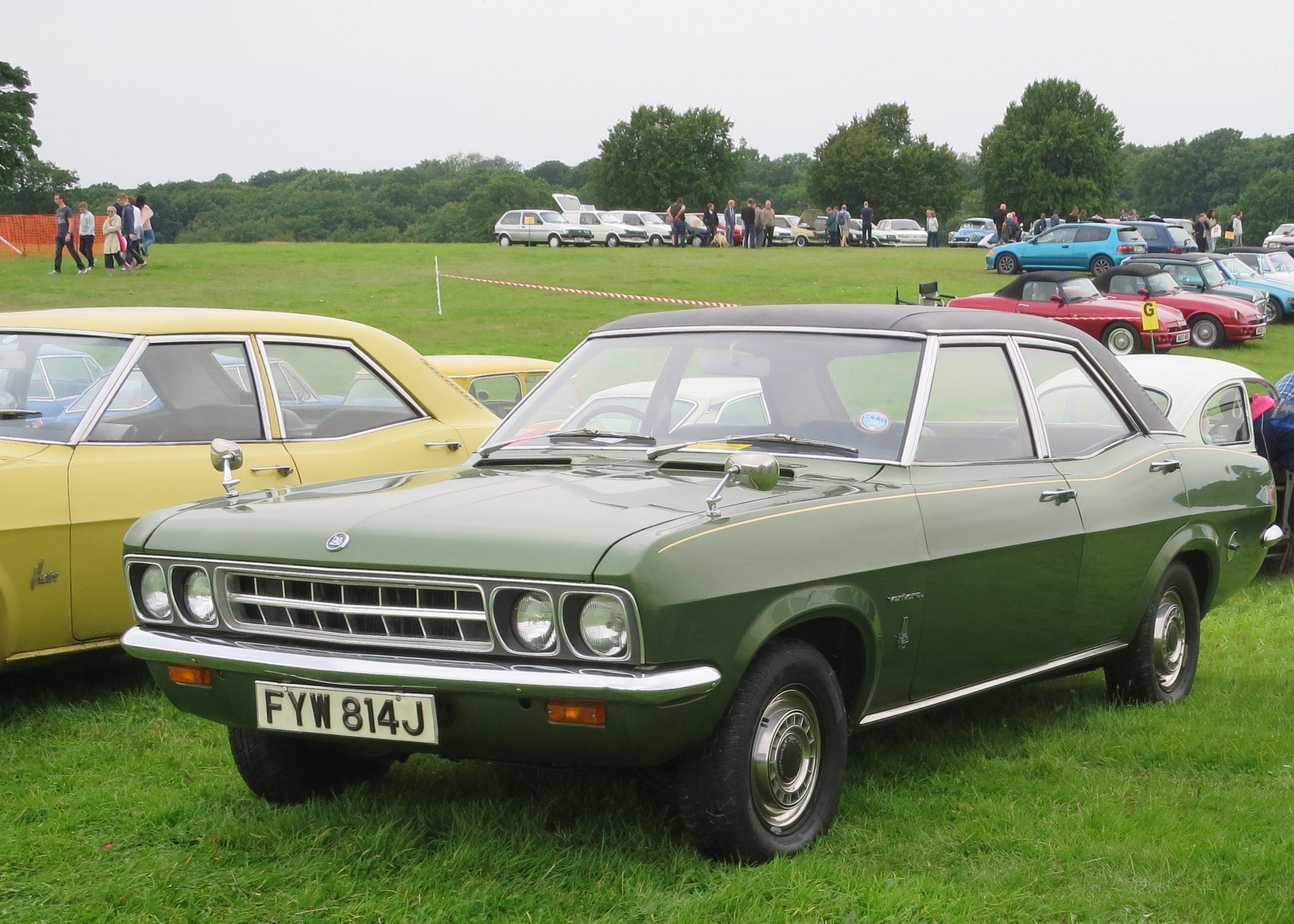
La Ventora combinait la carrosserie du Victor FD (Victor FE de 1972) avec le moteur 3,3 litres du Vauxhall Cresta.

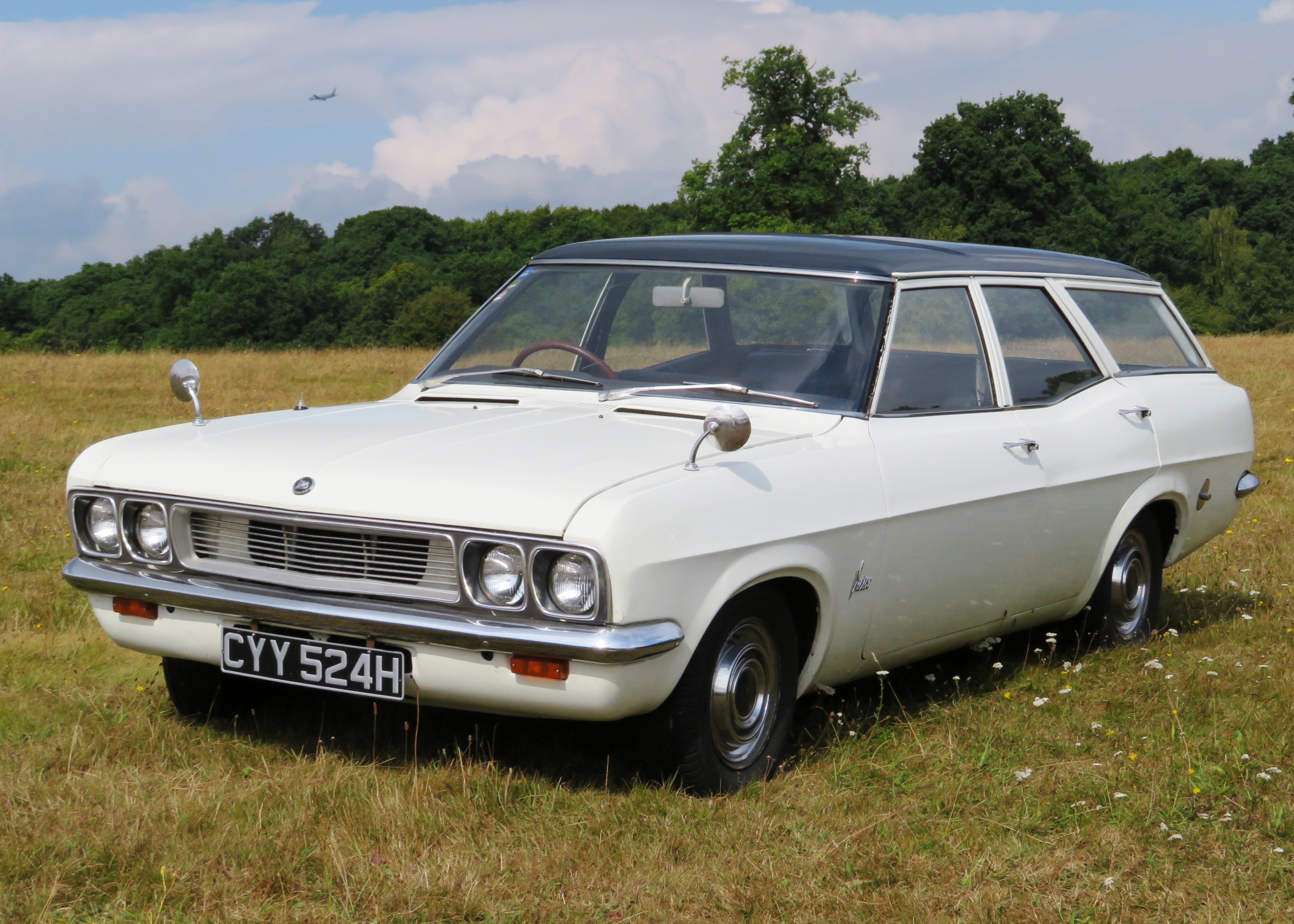
Vauxhall Victor FD Estate

En février 1968, la firme Vauxhall introduisit sur le marché automobile une nouvelle création, la Ventora. Cette dernière constituait une synthèse novatrice, un mariage audacieux entre la carrosserie de la Victor FD et le puissant six-cylindres de trois litres trois, jusqu'alors réservé aux modèles supérieurs, la Cresta et la Viscount. La Ventora se distinguait de ses sœurs par des performances accrues, grâce à un moteur développant une puissance de cent vingt-trois chevaux, contre quatre-vingt-huit pour le quatre-cylindres de deux litres équipant la Victor. De plus, elle était dotée de disques de freins avant de plus grand diamètre, améliorant ainsi sensiblement son freinage. Ces caractéristiques conféraient à la Ventora une allure résolument sportive et lui assuraient une place à part dans la gamme Vauxhall. À l'époque, et compte tenu de son prix de vente, un peu plus de mille cent livres sterling, la Ventora ne rencontrait guère de concurrence directe sur le marché britannique. Son intérieur, plus soigné, se démarquait par une instrumentation enrichie, notamment d'un compte-tours. Extérieurement, elle se reconnaissait à ses pneumatiques plus larges, à sa calandre spécifique, à ses enjoliveurs cannelés et à son toit en vinyle noir.

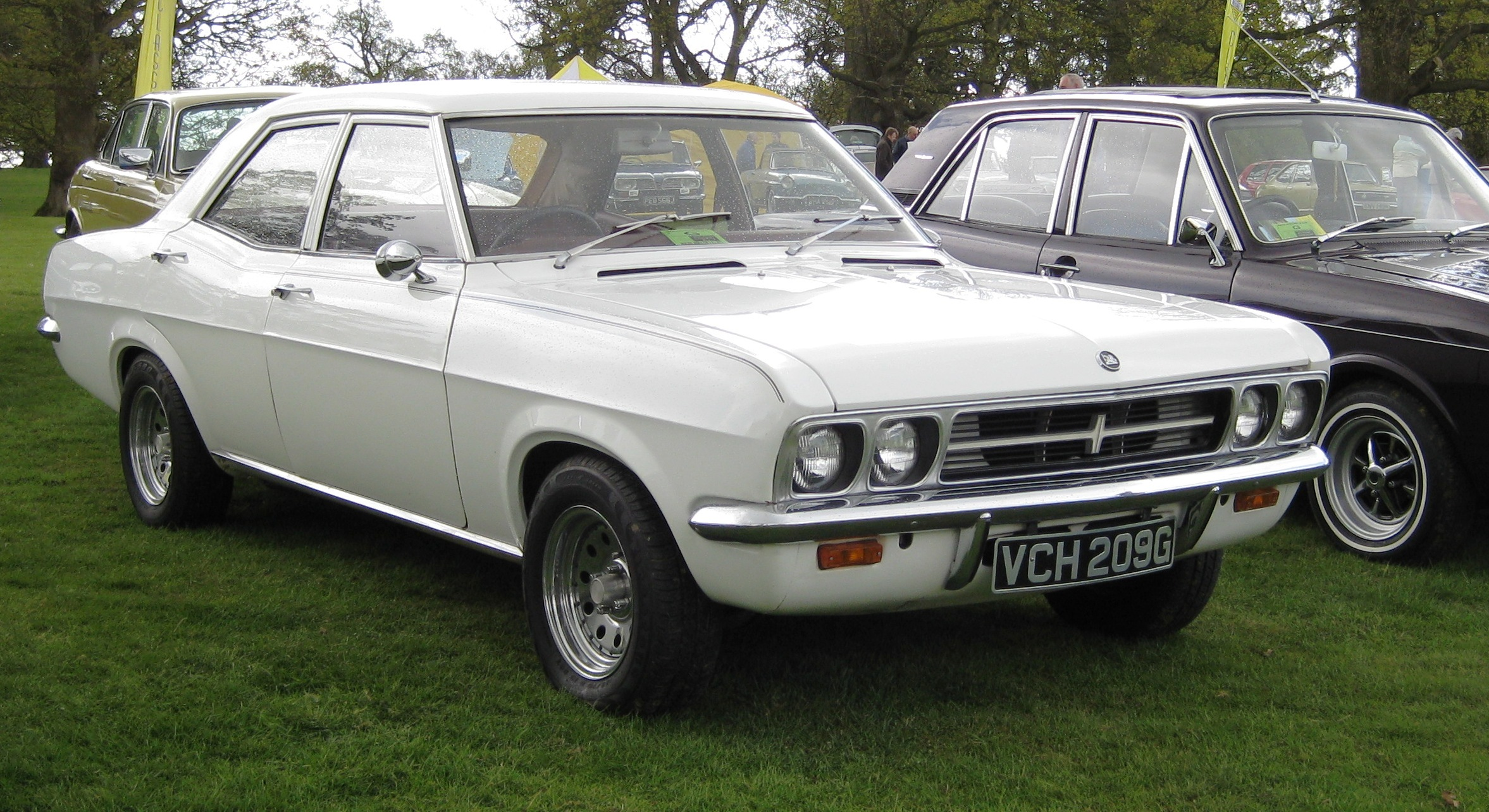
Le VX 4/90 était un dérivé sportif du Victor, initialement basé sur le Victor FB, mais ensuite inclus dans les familles Victor FC, FD et FE.

Le Ventora unique, désigné sous l'appellation de Prince Noir, se caractérise comme une automobile modifiée d'une envergure exceptionnelle, construite en 1971. Cette création, née des pièces restant après la faillite de la Gordon-Keeble au cours des années 1960, repose sur une base de Victor FD modifiée. Elle était équipée d'un moteur Chevrolet V8 de 5,4 litres, couplé à une boîte de vitesses ZF à cinq rapports et un différentiel à glissement limité. Parmi les spécificités qui distinguent cette voiture, on trouve une radio Sony à quatre bandes, amovible et pouvant être utilisée comme un appareil portable, ainsi que des cadrans auxiliaires, des phares antibrouillard Lucas Square 8, une bande de capot noire mate, un détecteur de glace monté sur le tableau de bord, et des lampes de lecture. Cette voiture fut mise en vente dès 1972, à un prix avoisinant les 3 000 £. Toutefois, la production ne connut qu’une existence éphémère, puisque le véhicule fut démonté à la fin des années 1980. Le propriétaire de l’époque réutilisa le train de roulement dans la construction d'un kit-car. Aujourd’hui, il est avéré qu'une des deux unités construites existe encore dans un état raisonnable, bien que le moteur et la transmission d'origine aient été remplacés. Cette dernière, proposée à la vente ces dernières années, n’en conserve que l’apparence, mais a perdu sa configuration d’origine. Il convient de noter que, bien que le Prince Noir fût présenté comme un modèle unique, son existence relève en réalité d’un projet visant à exploiter les pièces détachées reçues de la faillite de la Gordon-Keeble Car Co., dont la liquidation des biens n’avait guère permis d’envisager une production à grande échelle.
Un modèle Victor, acquis en 1972 pour la somme modique de 60 livres sterling et rebaptisé « Red Victor 2 », a fait l’objet de profondes modifications. Ces transformations ont permis de porter la puissance du moteur à environ deux mille chevaux, réduisant ainsi le temps nécessaire pour atteindre les 96.56 km/h à une seule seconde. Il est à noter que ce véhicule demeure conforme à la réglementation routière,,,.

## Série FE Victor, VX4/90, Ventora, VX1800 et VX2300
Ultime avatar de la lignée Victor, le modèle FE, lancé en mars 1972, marqua une évolution notable. Les campagnes publicitaires de l’époque, déployées dans les magazines et les journaux, vantaient les mérites du nouveau venu à travers le slogan accrocheur : « NEW VICTOR - Les transcontinentaux ». Si l’esthétique générale suggérait une voiture plus imposante que sa devancière, les mensurations réelles révélaient une augmentation modeste de cinq centimètres, principalement due à des pare-chocs redessinés et allongés. Toutefois, cette apparente modestie cachait une amélioration substantielle de l’habitabilité intérieure. En effet, grâce à une ligne de toit plus haute et un aménagement optimisé, les ingénieurs parvinrent à gagner un espace aux jambes considérable, tant pour les occupants avant (+38 mm) qu’arrière (+101,6 mm), et ce, sans compromettre sensiblement le volume du coffre. Les passagers bénéficièrent également d’un surcroît d’espace au niveau de la tête et des épaules, fruit d’une redéfinition des panneaux latéraux et des surfaces vitrées. Initialement équipées d’une banquette avant, les versions Deluxe virent leurs assises céder la place à des sièges individuels dès 1973. Parallèlement, le frein à main fut repositionné à l’emplacement plus classique, entre les sièges.
La majorité des automobiles britanniques appartenant à ce segment étaient traditionnellement dotées d'une transmission manuelle. C'est ainsi que Vauxhall, en proposant le modèle FE, s'est tardivement conformé à l'usage prédominant chez ses principaux concurrents nationaux, en intégrant une boîte de vitesses à quatre rapports. Originellement réservée en option au modèle Victor FD, cette transmission devint par la suite un équipement de série. L'augmentation de la masse liée à la motorisation FE a sans doute accéléré cette évolution. Cette boîte à quatre vitesses, identique sur l'ensemble de la gamme, du Victor 1759 cm³ au Ventora 3294 cm³, a fait l'objet de critiques de la part des essais routiers contemporains. En effet, lors des présentations presse organisées au Portugal, et notamment sur les parcours montagneux, le grand écart entre le deuxième et le troisième rapport fut particulièrement souligné.

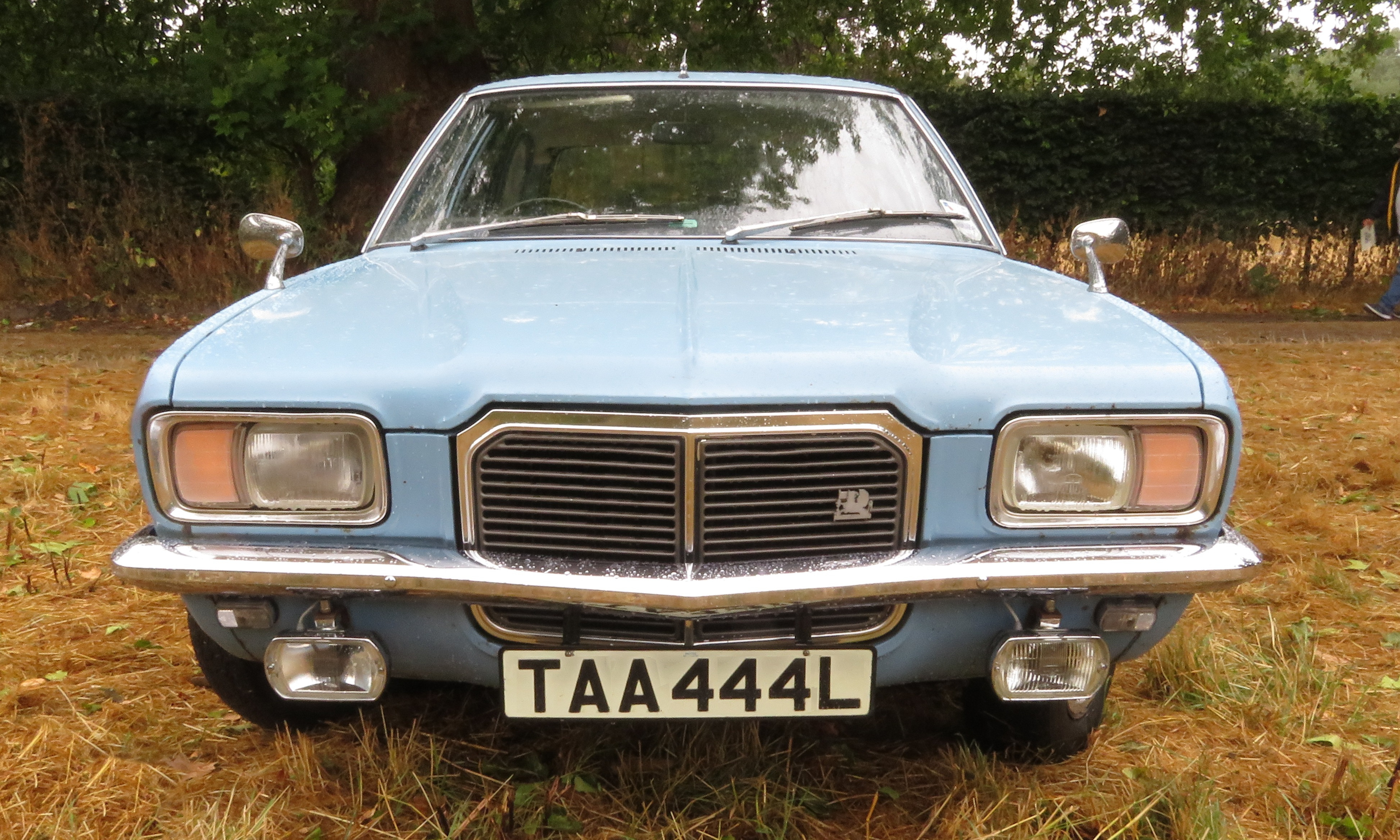
1972 Victor FE

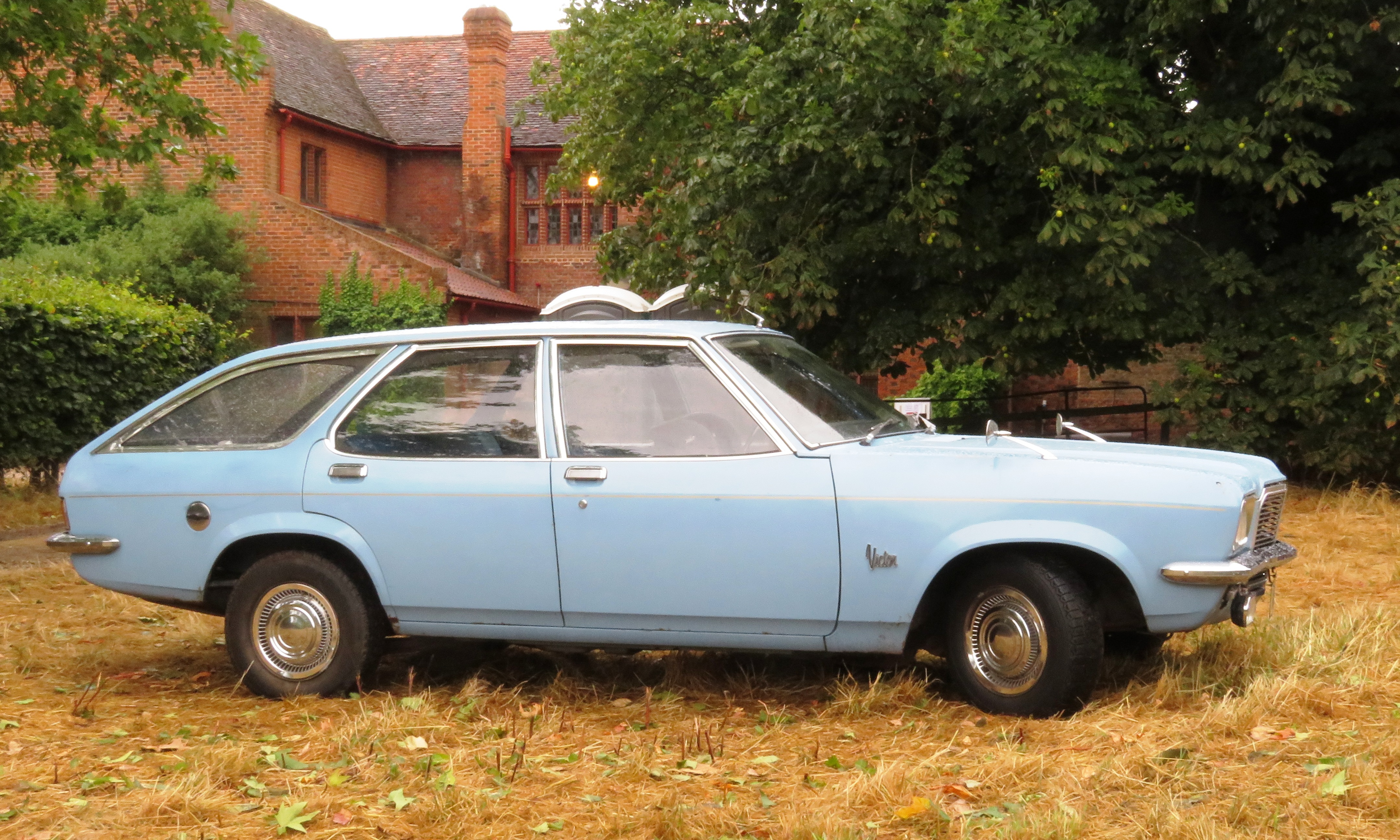
Victor FE break 1972

Si l'ossature fondamentale de la suspension n'a subi aucune altération, de nombreuses retouches minutieuses ont été apportées afin de parer aux reproches adressés au modèle précédent. Parmi ces améliorations figurent, en série sur toutes les versions hormis l'entrée de gamme, une barre antiroulis destinée à limiter la prise de roulis en virage, ainsi que des ressorts arrière à plus forte raideur, visant à corriger la propension du Victor à sous-virer. Quant à l'avant, bien que la suspension conserve une certaine souplesse caractéristique de l'époque, l'élargissement de la voie de quatre centimètres et la reconfiguration de la géométrie des roues, intégrant un dispositif antiplongée, ont permis de remédier à la tendance du véhicule à s'affaisser sur l'avant lors des freinages appuyés, un défaut qui avait suscité les critiques des essayeurs les plus exigeants.

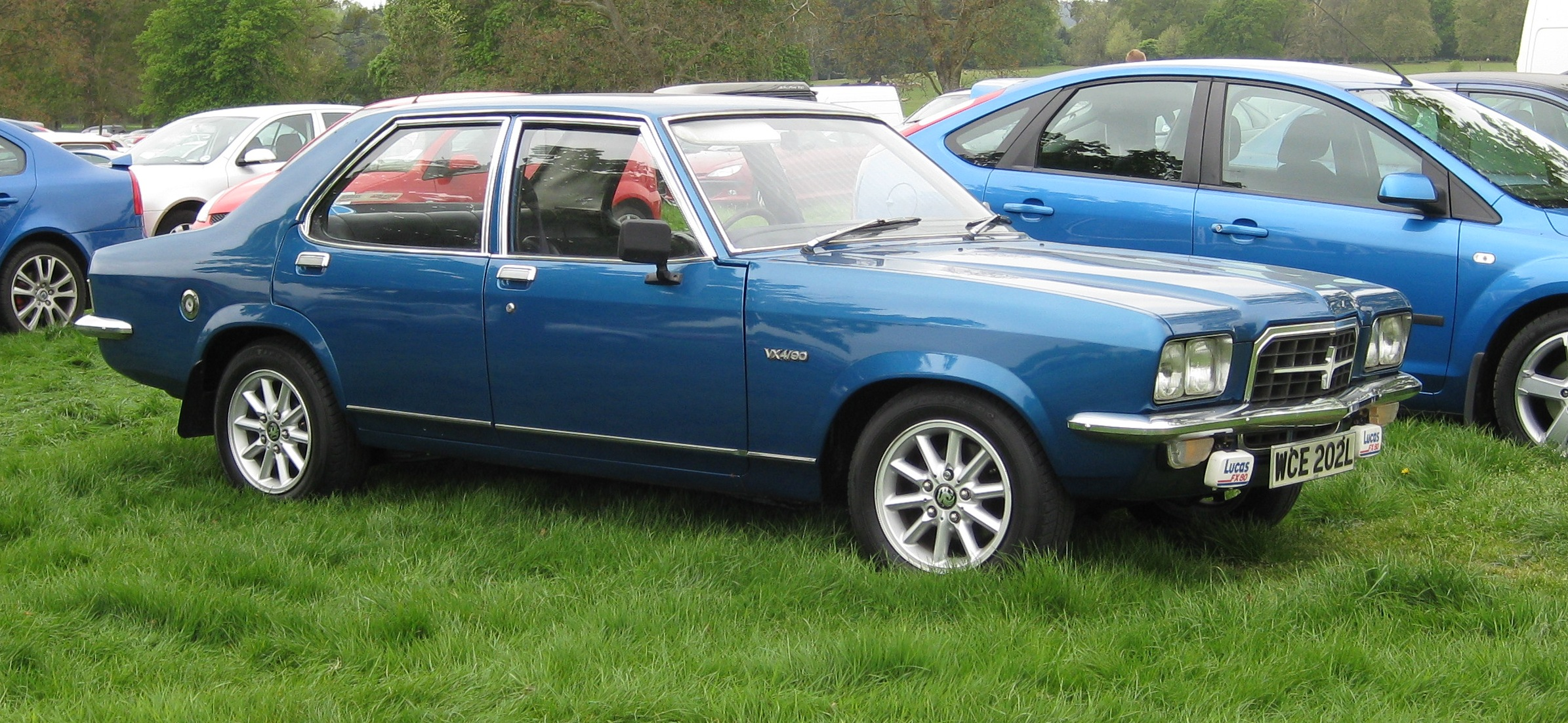
Opel VX4/90 (FE) 1972

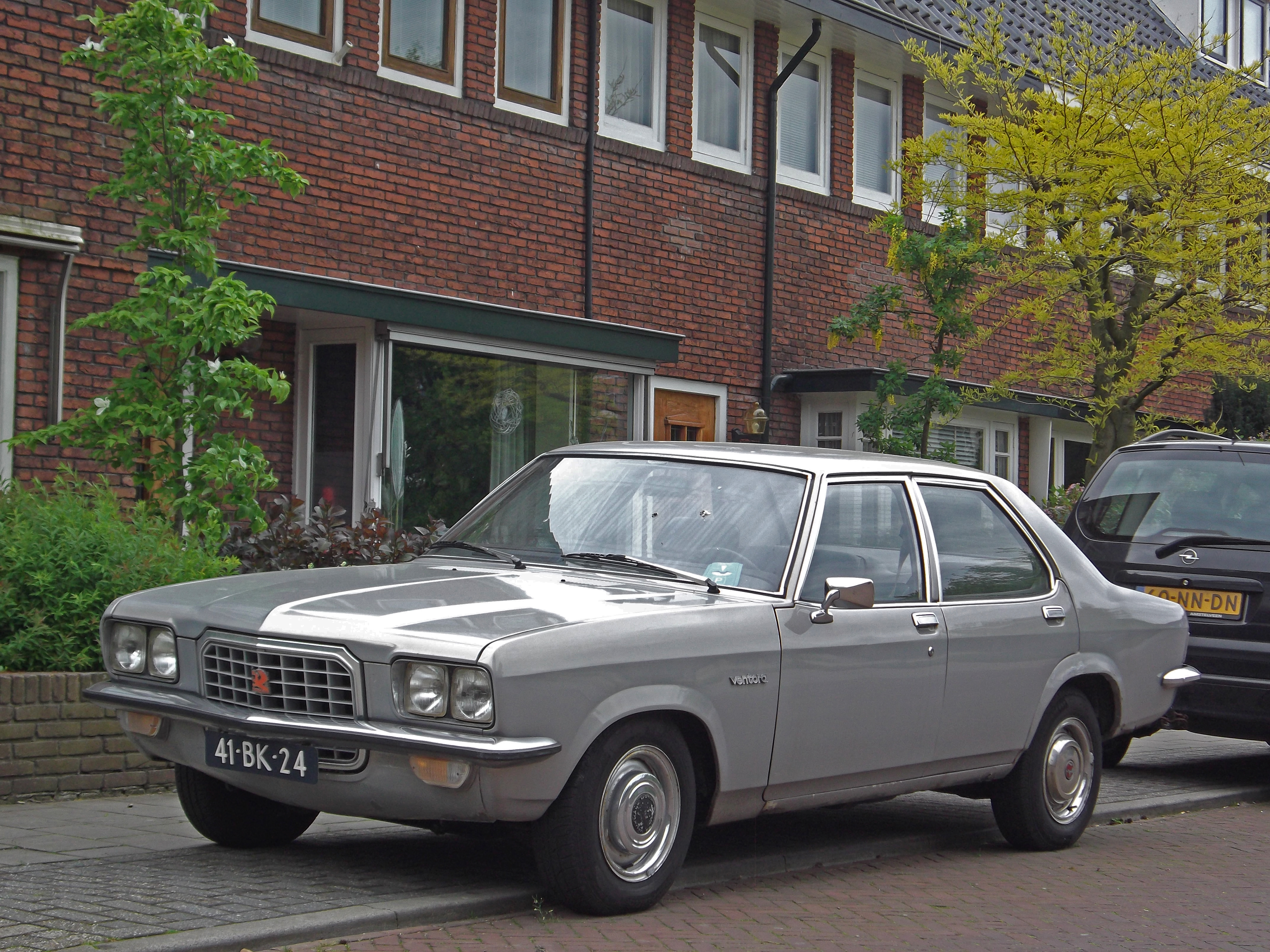
Vauxhall Ventora Berline (FE)

Les parallèles entre le Victor et l’Opel Rekord D s’imposaient de manière quasi inéluctable. Une dissemblance notable résidait au niveau de l’aménagement des portes arrière. Tandis que l’Opel était dotée de glaces latérales fixes et de vitrages latéraux descendants intégralement, les ingénieurs de Vauxhall optèrent pour un profil plus épuré, dénué de glaces fixes. Cette décision, présentée comme une mesure de sécurité complémentaire au dispositif de verrouillage enfant, visait à circonscrire l’ouverture des vitrages arrière à environ un tiers de leur hauteur, afin d’éviter tout contact avec les passages de roues. Bien qu’aucune pièce de carrosserie apparente ne fût commune aux deux modèles, une analyse approfondie révéla que certains éléments secondaires, tels que les serrures de portières et les mécanismes d’essuie-glace, étaient identiques à ceux de l’Opel Rekord D.
La série Victor FE marqua la dernière étape de l'autonomie stylistique de Vauxhall par rapport à sa maison mère Opel. Les mécaniques héritées de la génération FD furent conservées, mais leurs cylindrées furent portées à 1759 et 2279 centimètres cubes. Pour une période limitée, un six-cylindres en ligne équipa les modèles Ventora et 3300 SL, ce dernier n'étant qu'une version dépouillée du break Ventora. Paradoxalement, ce lourd moteur ne fut associé à la direction assistée qu'à partir de l'année modèle 1973. Les breaks Victor FE, aux lignes arrière fuyantes évoquant celles des hayons, se distinguaient de leurs homologues Rekord. Le modèle quatre cylindres offrait même une répartition des masses parfaitement équilibrée. En 1974, le Victor bénéficia d'un léger rafraîchissement esthétique, accompagné de quelques retouches intérieures.
C'est en 1974 que la gamme Ventora s'enrichit d'un modèle répondant enfin aux attentes des amateurs. Cette année-là vit également d'autres modifications apportées à l'ensemble de la gamme. Sur certains marchés, une variante équipée d'un six cylindres de 2,8 litres fut proposée en complément du quatre cylindres. Ce choix moteur, disponible sur les modèles Ventora et Victor 3300 SL Estate, se révéla peu convaincant en raison de ses performances inférieures et de sa consommation excessive. Son coût supplémentaire ne justifiant pas ces compromis, il fut rapidement abandonné, de même que le moteur six cylindres de 3,3 litres équipant le Ventora.

### Série VX

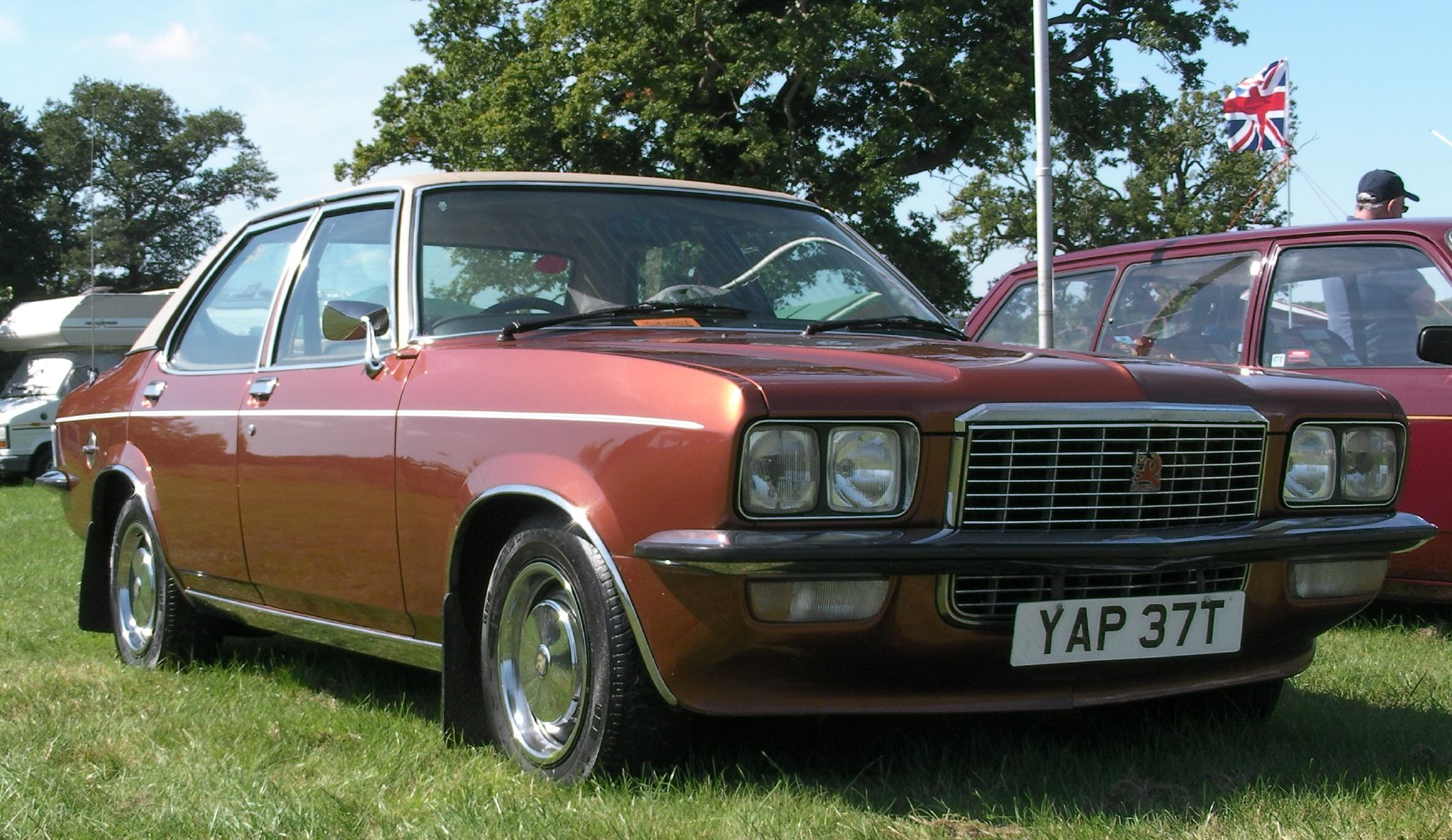
Une Vauxhall VX2300 GLS récente

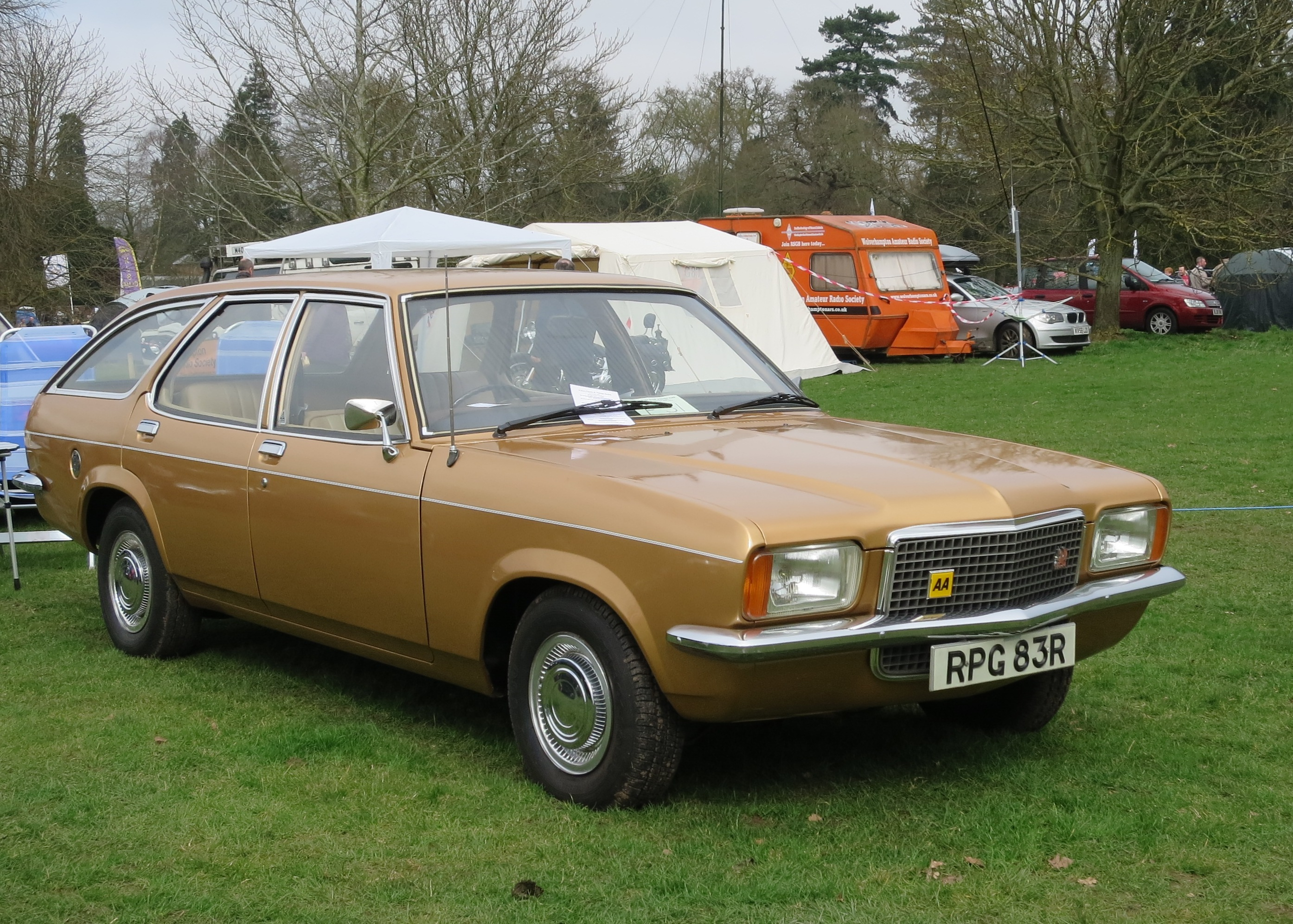
Vauxhall VX1800 Break

Au commencement de l'année 1976, le Vauxhall Victor, un véhicule relativement imposant équipé d'un moteur de 1 800 cm3, était proposé à un tarif de vente conseillé inférieur à celui du Vauxhall Cavalier GL, un modèle plus moderne, de dimensions plus modestes et doté d'un équipement relativement complet. Cette disparité incita les gestionnaires de flotte à négocier des rabais plus substantiels sur le Cavalier, reléguant ainsi le Victor de base à une position peu enviable, apparissant sous-évalué sur le marché. Afin de repositionner ce modèle, Vauxhall décida de rehausser le niveau de finition du Victor 1800 cc pour le rapprocher de celui du modèle 2300 cc, en introduisant des améliorations notables telles qu'un revêtement en tissu pour les sièges, un nouveau tableau de bord plus lisible, rehaussé de bois synthétique, ainsi qu’une nouvelle console centrale. Par ailleurs, un indicateur de non-bouclage de la ceinture de sécurité fut intégré à l’ensemble de la gamme. Sous le capot, le moteur de 1 800 cm3 bénéficia de plusieurs ajustements permettant d'augmenter sa puissance, désormais portée à 88 chevaux (66 kW), contre 77 ch (57 kW) précédemment. Bien que ces modifications aient entraîné une légère augmentation du poids du véhicule, les performances furent néanmoins améliorées de façon substantielle, avec une vitesse de pointe qui passa de 143 km/h à 161 km/h. Pour marquer ce changement, Vauxhall abandonna les dénominations « Victor » et « VX 4/90 », et la gamme fut rebaptisée « Vauxhall VX » dès janvier 1976. La série VX se distingua extérieurement par une calandre simplifiée et des phares révisés, éléments qui marquèrent son évolution esthétique.